# Epifanía de Pavía
Epifanía de Pavía (fallecida en los años 800) fue una santa lombarda. Según las tradiciones medievales tardías de Pavía fue hija de Rachis (744/749 – 756/757), rey de los lombardos y de Italia.
Está enterrada en el Monastero di Santa Maria delle Cacce, antes llamado de Santa Maria Foris Portam, fundado por su padre en Pavía, la capital lombarda.